# KreaDoe
KreaDoe is een beurs voor hobby en kunstzinnige vrijetijdsbesteding.
De beurs wordt jaarlijks gehouden in de Jaarbeurshallen te Utrecht.
Er worden diverse demonstraties gegeven en workshops gegeven om mensen zelf kennis te laten maken met bepaalde handvaardigheidstechnieken. Tevens zijn er speciale workshops voor kinderen.
Te zien zijn onder meer:
- Plakboeken maken
- Het maken van poppen en beren
- Het zelf maken van sieraden met diverse materialen
- Het werken met keramiek en mozaïeken maken
- Het maken van huis- en tuindecoraties en bloemschikken
- Het werken met papier, bijvoorbeeld voor het maken van (kerst)kaarten, of de Japanse papiervouwkunst origami
- Het werken met wol (vilt maken), katoen of synthetische vezels. Daarbij kan gedacht worden aan breien, haken, borduren, knopen, quilten en macraméwerk
- Allerlei vormen van schilderen met bijvoorbeeld olieverf, acrylverf of aquarelleren en tekenen met potlood, conté en Oost-Indische inkt.
- Stempels maken en ermee werken (bijvoorbeeld: mail art en fluxus).
- Modeaccessoires voor aanpassen of veranderen van kleding
- Ideeën opdoen voor het pimpen van oude spullen.